# سیارک ۲۲۶۰۳
سیارک ۲۲۶۰۳ (به انگلیسی: 22603 Davidoconnor، نامگذاری:1998HK133) بیست و دو هزار و ششصد و سومین سیارک کشف شده‌است که در ۱۹ آوریل ۱۹۹۸ کشف شد.
قدر مطلق سیارک برابر ۱۶.۲ است.